# 머나먼 정글
《머나먼 정글》은 미국 CBS의 TV 시리즈물이다. 스티븐 카프리의 주연으로 CBSf를 통해 1987년 9월 24일부터 1990년 4월 28일까지 방영되었다.
베트남 전쟁을 배경으로 한 전쟁 드라마로 마이런 골드먼은 장교의 관점에서, 제이크 앤더슨은 사병의 관점에서 각각 이 드라마를 바라보고 있다.
대한민국에서는 MBC에서 수입하여 1988년 11월 30일부터 1991년 4월 13일까지 방영되었다.

## 등장 인물
- 스티븐 카프리: B중대 소대장 마이런 골드먼 소위 → 중위 역

사단장의 아들이기 때문에 부대 내에서 유명인사이다.
- 댄 고티어: UH-1 휴이 조종사 존 멕케이 중위 역
- 테렌스 녹스 : 제이크 앤더슨 하사 → 중사 역

베테랑 군인이지만 군복무 자체가 인생이 되어버린 인물이다.
- 토니 베커: 다니엘 퍼셀 상병 → 병장 역
- 스탠 포스터: 마빈 존슨 상병 → 병장 역
- 레이먼 프랑코: 알베르토 루이즈 상병 → 병장 역
- 미겔 A. 누네즈 주니어: 마커스 테일러 상병 → 병장
- 조슈아 마우러: 로저 혼 일병 역
- 에릭 브루스코터: 스코트 베이커 일병 역
- 스티브 아카호시: 위생병 랜디 마쓰다 일병 역
- 존 데이: 프랜시스 하켄베리 일병 역
- 카일 챈들러: 윌리엄 그리너 일병 역
- 리 메이저: 토마스 스칼렛 일병 역
- 케빈 콘로이: B중대장 러스티 월레스 대위 역
- 베스티 브렌들리 : 군의관 제니퍼 세이모어 소령 역
- 브루스 그레이: 달비 중령 역
- 칼 웨더스: 브루스터 대령 역
- 킴 딜레이니 - 알렉스 데블린 기자 역

## 한국판 성우진 (MBC)
- 박기량 - 앤더슨(테렌스 녹스)
- 박일 - 골드먼(스티븐 카프리)
- 김관철 - 퍼셀(토니 베커)
- 박영화 - 존슨(스탠 포스터)
- 권혁수 - 루이즈(레이먼 프랑코)
- 이인성 - 테일러(미겔 A. 누네즈 주니어)
- 이윤연 - 맥케이(댄 고티어)
- 송도영 - 알렉스(킴 딜레이니)

## 방영목록
시즌1
제1화 지하에서 만난 우정
제2화 명령불복종(전편)
제3화 명령불복종(후편)
제4화 종소리의 비밀
제5화 흑과 백
제6화 필사의 탈출
제7화 노병의 최후
제8화 형제는 용감했다
제9화 전쟁과 사랑
제10화 죽음의 계곡
제11화 오만과 편견(전편)
제12화 오만과 편견(후편)
제13화 지옥의 전투
제14화 무서운 진실
제15화 뜨겁고 긴 하루
제16화 추악한 전쟁
제17화 마지막 선택(전편)
제18화 마지막 선택(후편)
제19화 상처뿐인 전쟁
제20화 무의미한 전쟁(시즌1 최종회)

시즌2
제1화 사이공 1968(전편)
제2화 사이공 1968(후편)
제3화 우정의 배신
제4화 전쟁기피증
제5화 필요없는 사람들
제6화 서글픈 죽음
제7화 금지구역
제8화 군의관의 눈물
제9화 아쉬운 이별
제10화 맥케이의 실종
제11화 킹목사의 죽음
제12화 외로운 카우보이
제13화 아버지와의 약속
제14화 종군기자의 죽음(시즌2 최종회)

시즌3
제1화 유대감
제2화 떠나지 않는 악몽
제3화 적개심
제4화 병사의 고뇌
제5화 우정어린 설복
제6화 마지막작전
제7화 외길의 아버지
제8화 정든 전우들
제9화 얼룩무늬의 천사들
제10화 테일러의 방황
제11화 신병들과의 지옥전투
제12화 죽은 자에게 영광을
제13화 어떤 탈영병
제14화 실종된 전우들
제15화 종군기자와의 수색작전
제16화 전쟁과 신념
제17화 푸안의 비극
제18화 포로구출작전
제19화 사랑이 머물던 시절의 평민들
제20화 전쟁과 사람들(최종회)